# ランディ・ブラウン
ランディ・ブラウン（Randy Brown、1990年7月8日 - ）は、アメリカ合衆国の男性総合格闘家。マサチューセッツ州スプリングフィールド出身。ニューヨーク州クイーンズ区在住。ブドーカン・マーシャルアーツ・アカデミー所属。元ROCウェルター級王者。

## 来歴
マサチューセッツ州スプリングフィールドでジャマイカ人の両親との間に生まれたが、母親がアメリカ合衆国から国外追放されたため、幼少期にジャマイカのスパニッシュ・タウンへ移住した。父親は終身刑の判決を受け投獄された。16歳の時にアメリカ合衆国へ戻り、ニューヨーク州クイーンズ区のジャマイカ・ハイスクールに通った。2005年にボクシングのトレーニングを始め、その後19歳で総合格闘技に転向し2014年にプロ総合格闘技デビュー。

### UFC
2016年1月30日、UFC初参戦となったUFC on FOX 18でマット・ドワイヤーと対戦し、3-0の判定勝ち。
2016年4月16日、UFC on FOX 19でマイケル・グレイブスと対戦し、リアネイキドチョークで2R一本負け。キャリア初黒星を喫した。
2019年11月16日、UFC Fight Night: Błachowicz vs. Jacaréでワーレイ・アウベスと対戦し、三角絞めで2R一本勝ち。パフォーマンス・オブ・ザ・ナイトを受賞した。
2020年8月1日、UFC Fight Night: Brunson vs. Shahbazyanでウェルター級ランキング11位のビセンテ・ルケと対戦し、右膝蹴りでダウンを奪われパウンドで2RKO負け。
2021年4月24日、UFC 261でアレックス・オリベイラと対戦し、片腕でリアネイキドチョークを極めて1R一本勝ち。この一本は総合格闘技老舗サイトMMA Junkieの2021年4月サブミッション・オブ・ザ・マンスを受賞した。
2021年10月9日、UFC Fight Night: Dern vs. Rodriguezでジャレッド・グッデンと対戦し、3-0の判定勝ち。この試合はグッデンの体重超過により、174ポンドのキャッチウェイトで行われた。
2024年2月3日、UFC Fight Night: Dolidze vs. Imavovでムスリム・サリコフと対戦し、右ストレートで1RKO勝ち。パフォーマンス・オブ・ザ・ナイトを受賞した。

## 戦績
| 総合格闘技 戦績 | 総合格闘技 戦績 | 総合格闘技 戦績 | 総合格闘技 戦績 | 総合格闘技 戦績 | 総合格闘技 戦績 | 総合格闘技 戦績 |
| --------------- | --------------- | --------------- | --------------- | --------------- | --------------- | --------------- |
| 26 試合         | (T)KO           | 一本            | 判定            | その他          | 引き分け        | 無効試合        |
| 20 勝           | 8               | 5               | 7               | 0               | 0               | 0               |
| 6 敗            | 2               | 2               | 2               | 0               | 0               | 0               |

| 勝敗 | 対戦相手                           | 試合結果                                     | 大会名                                              | 開催年月日     |
| ○    | ニコラス・ダルビー                 | 2R 1:39 KO（右フック）                       | UFC on ESPN 66: Machado Garry vs. Prates            | 2025年4月26日  |
| ×    | ブライアン・バトル                 | 5分3R終了 判定1-2                            | UFC 310: Pantoja vs. Asakura                        | 2024年12月7日  |
| ○    | エリゼウ・ザレスキ・ドス・サントス | 5分3R終了 判定3-0                            | UFC 302: Makhachev vs. Poirier                      | 2024年6月1日   |
| ○    | ムスリム・サリコフ                 | 1R 3:17 KO（右ストレート→パウンド）          | UFC Fight Night: Dolidze vs. Imavov                 | 2024年2月3日   |
| ○    | ウェリントン・トゥルマン           | 5分3R終了 判定3-0                            | UFC on ABC 5: Emmett vs. Topuria                    | 2023年6月24日  |
| ×    | ジャック・デラ・マダレナ           | 1R 2:13 リアネイキドチョーク                 | UFC 284: Makhachev vs. Volkanovski                  | 2023年2月11日  |
| ○    | フランシスコ・トリナウド           | 5分3R終了 判定3-0                            | UFC Fight Night: Dern vs. Yan                       | 2022年10月1日  |
| ○    | ケイオス・ウィリアムズ             | 5分3R終了 判定2-1                            | UFC 274: Oliveira vs. Gaethje                       | 2022年5月7日   |
| ○    | ジャレッド・グッデン               | 5分3R終了 判定3-0                            | UFC Fight Night: Dern vs. Rodriguez                 | 2021年10月9日  |
| ○    | アレックス・オリベイラ             | 1R 2:50 リアネイキドチョーク                 | UFC 261: Usman vs. Masvidal 2                       | 2021年4月24日  |
| ×    | ビセンテ・ルケ                     | 2R 4:56 KO（右膝蹴り→パウンド）              | UFC Fight Night: Brunson vs. Shahbazyan             | 2020年8月1日   |
| ○    | ワーレイ・アウベス                 | 2R 1:22 三角絞め                             | UFC Fight Night: Błachowicz vs. Jacaré              | 2019年11月16日 |
| ○    | ブライアン・バーバリーナ           | 3R 2:54 TKO（左フック→左ボディーブロー）     | UFC Fight Night: Moicano vs. Korean Zombie          | 2019年6月22日  |
| ×    | ニコ・プライス                     | 2R 1:09 KO（ボトムポジションからの鉄槌連打） | UFC Fight Night: dos Santos vs. Ivanov              | 2018年7月14日  |
| ○    | ミッキー・ガル                     | 5分3R終了 判定3-0                            | UFC 217: Bisping vs. St-Pierre                      | 2017年11月4日  |
| ×    | ベラル・ムハマッド                 | 5分3R終了 判定0-3                            | UFC 208: Holm vs. de Randamie                       | 2017年2月11日  |
| ○    | ブライアン・カモージー             | 2R 1:25 TKO（膝蹴り→パウンド）               | UFC Fight Night: Lewis vs. Abdurakhimov             | 2016年12月9日  |
| ○    | エリック・モンターニョ             | 3R 0:18 ギロチンチョーク                     | UFC Fight Night: Poirier vs. Johnson                | 2016年9月17日  |
| ×    | マイケル・グレイブス               | 2R 2:31 リアネイキドチョーク                 | UFC on FOX 19: Teixeira vs. Evans                   | 2016年4月16日  |
| ○    | マット・ドワイヤー                 | 5分3R終了 判定3-0                            | UFC on FOX 18: Johnson vs. Bader                    | 2016年1月30日  |
| ○    | ロバート・プロトキン               | 1R 4:23 KO（膝蹴り）                         | Ring of Combat 53 【ROCウェルター級タイトルマッチ】 | 2015年11月20日 |
| ○    | ベン・ブリューワー                 | aR 0:31 リアネイキドチョーク                 | Beijing Combat                                      | 2015年9月25日  |
| ○    | ロッキー・エドワーズ               | 2R 4:25 TKO（パンチ連打）                    | Ring of Combat 51 【ROCウェルター級タイトルマッチ】 | 2015年6月5日   |
| ○    | マイク・ウィンタース               | 2R 1:11 TKO（パンチ連打）                    | Ring of Combat 50 【ROCウェルター級タイトルマッチ】 | 2015年1月23日  |
| ○    | レナード・シンプソン               | 2R 0:52 TKO（パンチ連打）                    | TWC: Bennett vs. Shaw                               | 2014年9月19日  |
| ○    | スティーブ・ティレル               | 1R 1:53 腕ひしぎ十字固め                     | KOTC: Hard Knocks 3                                 | 2014年5月16日  |

## 獲得タイトル
- 第8代ROCウェルター級王座（2015年）

## 表彰
- UFC パフォーマンス・オブ・ザ・ナイト（2回）
- MMA Junkie 2021年4月サブミッション・オブ・ザ・マンス（UFC 261・アレックス・オリベイラ戦）